# Kiev Slavs
Die Kiev Slavs sind ein ukrainisches American-Football-Team aus Kiew.

## Geschichte
Die Slavs (deutsch: Slaven)  wurden 1992 unter dem Namen Hawks gegründet. Im Jahre 1995 erfolgte eine Namensänderung in Destroyers, 1999 nahm das Team den heutigen Namen an. In den Jahren 1996, 1997, 2000, 2001 und 2002 wurde die Mannschaft jeweils ukrainischer Vizemeister. 2000 gewann man außerdem den Pokal des ukrainischen American-Football-Verbandes FAFU.
Die ukrainische Nationalmannschaft, die bei der American-Football-Europameisterschaft im Jahre 2000 den dritten Platz belegt hat, bestand zu 10 % aus Spielern aus Kiew.
Im Jahre 2002 nahm das Team am Eurobowl teil, schied aber bereits in der Qualifikationsrunde aus.